# Stație totală

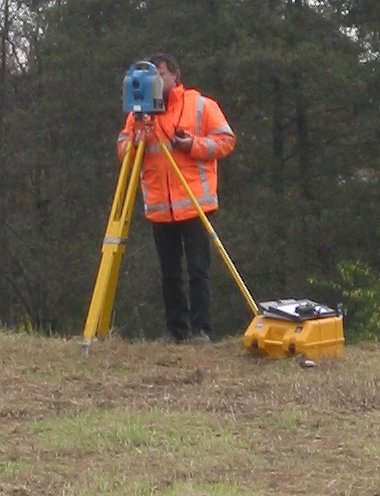
Topograf lucrând cu o stație totală

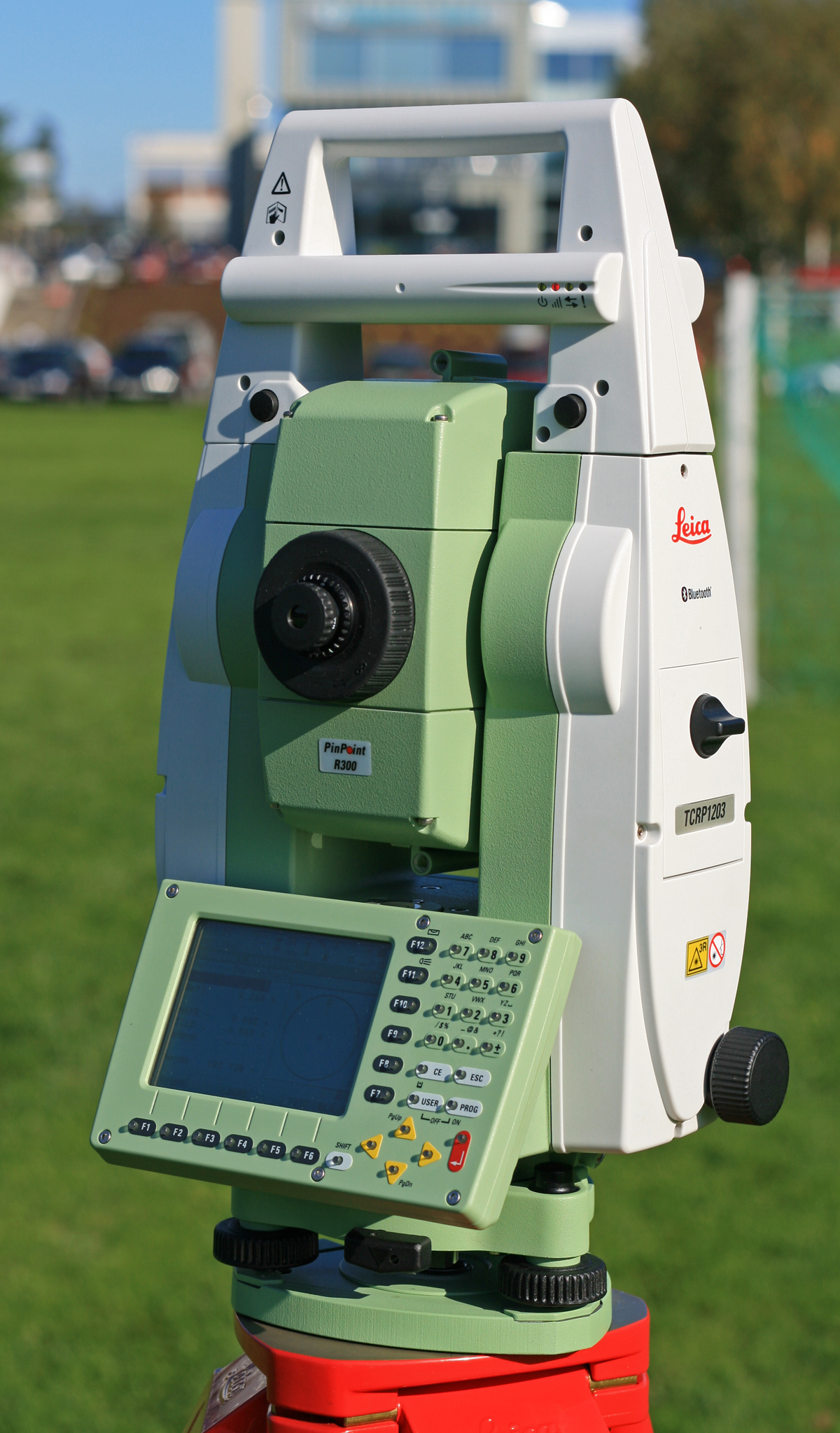
Stație totală Leica TCRP 1203

Stația totală denumită și stație inteligentă sau tahimetru electronic este un instrument optic utilizat în măsurătorile topografice. Stațiile totale reprezintă o generație nouă de aparate care cuprind realizări de vârf ale mecanicii fine, ale electronicii și ale opticii.

## Principiu de construcție
Concepția constructivă a unui astfel de tahimetru reunește în cadrul unei singure unități portabile, de dimensiunile și aspectul unui teodolit obișnuit, componentele necesare măsurării cu ajutorul undelor electromagnetice a următoarelor elemente:
- unghiuri orizontale și verticale;
- distanțe înclinate și / sau distanțe reduse la orizont;
- coordonate rectangulare relative DX și DY;
- diferențe de nivel DH.

Coordonatele unui punct necunoscut pot fi determinate cu ajutorul stației totale și folosindu-se ca reper un punct cu coordonate cunoscute. Cele două puncte și stația trebuie să formeze între ele linii de vizibilitate directă. Este totuși posibil ca stația să nu aibă vizibilitate directă dar să aibă receptor GNSS (Global Navigation Satellite System).
Unghiurile și distanțele sunt măsurate de către stația totală față de punctul de interes folosind trigonometria și triangulația.
Măsurarea unghiurilor la stațiile moderne se face prin scanarea cu o precizie extremă a codului de bare digital gravat pe cilindrii de sticlă rotativi sau discuri din acel instrument.
Măsurarea distanțelor folosește principiul triangulației, prin emiterea unui fascicul de lumină către punctul de interes. Fasciculul reflectat este captat și interpretat de calculatorul din stația totală. Eroarea de măsurare este de ordinul milimetrilor.
Din punct de vedere practic elementele unghiulare și liniare menționate mai sus, se măsoară, între punctul de stație și punctul vizat, iar pe baza programului de calcul se determină în teren distanțele reduse la orizont, coordonatele relative DX, DY și DH și coordonatele absolute X, Y, H ale punctelor de drumuire precum și a punctelor radiate. 
Stațiile totale de măsurare dispun de un centru de memorie propriu și de o memorie exterioară, precum și de o serie de programe de calcul specifice măsurătorilor topo-geodezice care sunt utilizate în ridicările topografice. Datele măsurate și calculate sunt memorate și apoi transferate în memoria unui calculator, unde cu ajutorul unor programe de prelucrare se determină componentele grafice, ce se desenează în sistem automatizat cu plotere atașate la calculator. Utilizarea tahimetrelor electronice în măsurătorile topo-geodezice asigură obținerea datelor de teren în formă digitală și automatizarea procesului de prelucrare, arhivare și editare a bazei de date.

## Producători
Tahimetrele electronice au fost concepute și realizate de către diverse firme constructoare, dintre care, se remarcă:  
- en de  Leica - Site oficial Leica Arhivat în 27 noiembrie 2015, la Wayback Machine.
- en nl de  Topcon - Site oficial Topcon
- en ja  Sokkia - Site oficial Sokkia Arhivat în 5 octombrie 2014, la Wayback Machine.
- en  Nikon - Site oficial Nikon Arhivat în 18 martie 2013, la Wayback Machine.
- en  Spectra - Site oficial Spectra
- en  Trimble - Site oficial Trimble Arhivat în 18 octombrie 2014, la Wayback Machine.